# Rádio Zet (slovenská stanice)

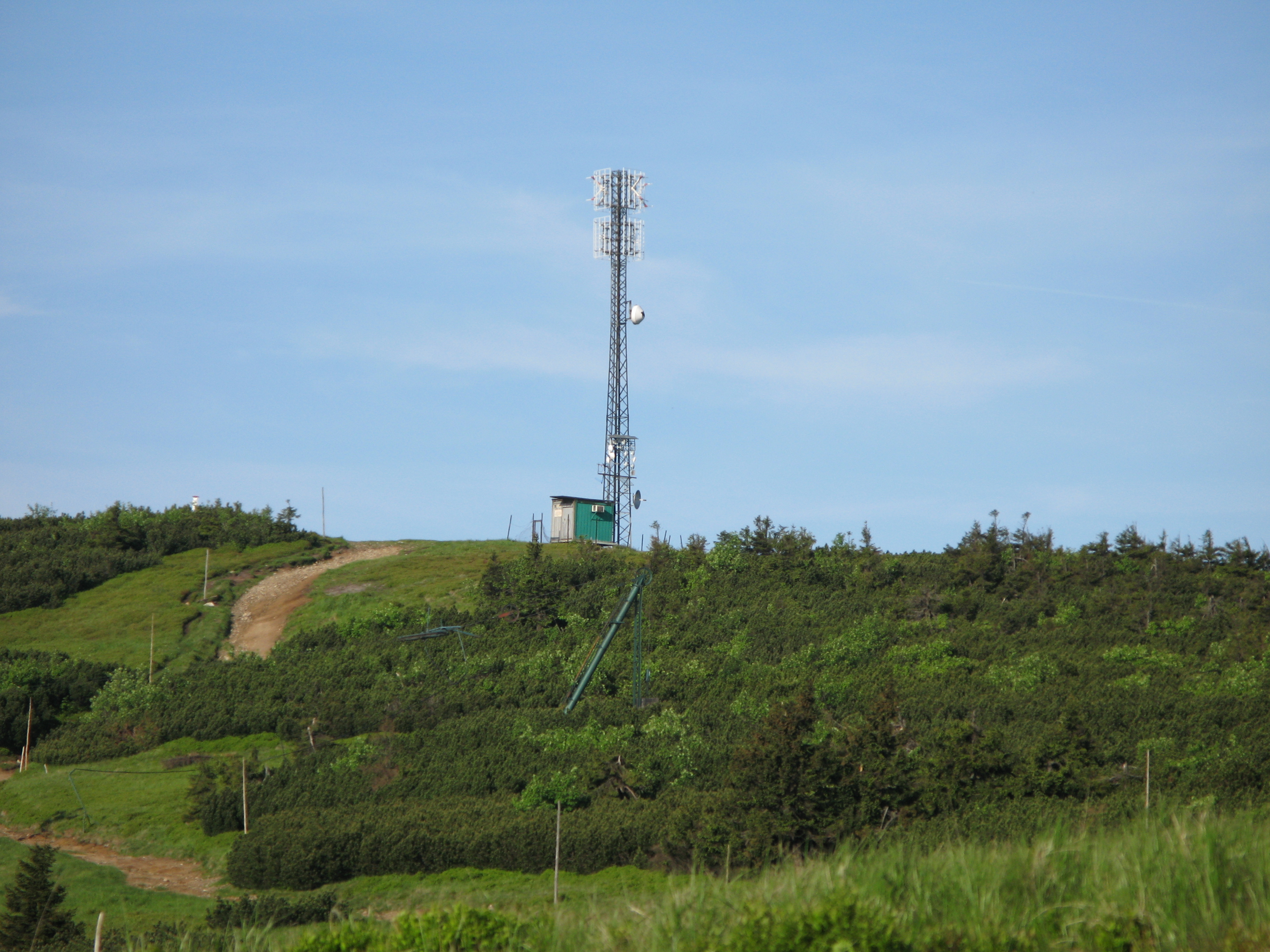
Vysílač Veľká lúka

Rádio Zet byla soukromá komerční rozhlasová stanice, která vysílala ze Žiliny.
Toto regionální rádio vysílalo na frekvenci 94,5 MHz od 12. srpna 2002 do 15. března 2012 jako nástupce Rádia Žilina, primárně pro region severozápadního Slovenska. Signál se šířil z vlastního vysílače Veľká lúka (1475,5 m) na asi 1/3 území Slovenska.
Kvůli vlastnickému převodu bez validace RVR byla rádiu na zasedání dne 7. února 2012 odebrána licence. Po obdržení pravomocného rozhodnutí, ukončilo rádio Zet 15.3. 2012 své vysílání.
Vlastník rádia (společnost RM Progres) napadl rozhodnutí Rady na Nejvyššího soudu, který rozhodnutí potvrdil.